# Satiricón (película de 1969)
Satiricón (Fellini – Satyricon) es una película italofrancesa rodada en 1968 y estrenada en 1969 con guion y dirección de Federico Fellini, «inspirada libremente», como reconoce el propio Fellini en los títulos, en la novela del s. I El Satiricón, de Petronio.

## Sinopsis
En la Roma del s. I d. C., dos jóvenes estudiantes, Encolpio y Ascilto, discuten sobre su propiedad sobre el adolescente Gitón. El chico escoge a Ascilto. Solo un terremoto salva a Encolpio del suicidio. A partir de entonces, Encolpio vivirá una serie de aventuras y desventuras para conocer nuevos amores. Las andanzas decadentes discurren en el barrio de La Subura, en la época desaforada de Nerón.

## Comentarios
La historia es vista desde la particular lente de Fellini, reflejando la decadencia y mundanidad de la Roma de esos tiempos, mostrando algunos atributos artísticos de su cultura, pero sobre todo realzando la desmoralización de esa sociedad, en la que dos estudiantes se disputan la propiedad de un adolescente, para lo cual se ven envueltos en historias que se superponen unas con otras. Las actuaciones se exageran con el carácter de los personajes, haciendo de las escenas algo que podría caer en lo cómico pero con un trasfondo ideológico claro; los diálogos son largos, e incluyen escenas cortas que pueden ser tomadas como relleno para escenas posteriores, los encuadres se diversifican adecuándose a la intensidad de la escena, que puede ser una toma general para admirar el recorrido de los personajes, y en otros casos, específica para ver las contiendas entre los mismos; no hay un plano singular que predomine ni siquiera en dos escenas consecutivas, haciendo de este film un espectáculo en intensidad, en donde el hombre es seducido por su propia ignorancia y mundanidad para sufrir por conseguir algún tipo de placer del mismo orden.
Uno de los figurantes de la película es el cantante Renato Zero.
La película cuenta entre sus numerosas influencias; una particularmente notable es la Carl Gustav Jung, con su noción de inconsciente colectivo. Los escenarios oníricos también son tributarios del psicoanalista suizo.
La idea de que Fellini haya tenido alguna influencia del primer largometraje de Alejandro Jodorowsky, Fando y Lis, carece de sustento, ya que "Satyricon" fue estrenada en septiembre de 1969, mientras que la del director chileno se estrenó un año después. Es mucho más probable que la influencia haya sido a la inversa; que Fellini haya inspirado a Jodorowsky.

## Premios
- Premio del Sindicato Italiano de Cine a la mejor fotografía: Giuseppe Rotunno.
- Mejor diseño de vestuario: Danilo Donati.
- Mejor diseño de producción.
- Mejor actor: Fanfulla (Luigi Visconti: 1913 - 1971).
- Candidato al Academy Award al mejor director.
- Candidata en los Laurel Awards como mejor película extranjera.